# Ashe Mukasa
Ashe Mukasa (né en avril 1952 à Lungujja en Ouganda britannique) est un joueur de football international ougandais, qui évoluait au poste de milieu de terrain.

## Biographie

### Carrière en sélection
Avec l'équipe d'Ouganda, il joue entre 1973 et 1978. 
Il figure dans le groupe des sélectionnés lors des Coupes d'Afrique des nations de 1974, de 1976 et de 1978. Il atteint la finale de cette compétition en 1978, en étant battu par le Ghana.
Il joue également un match face à la Zambie comptant pour les tours préliminaires de la coupe du monde 1978.

## Palmarès
| Express FC - Championnat d'Ouganda (2) : - Champion : 1974 et 1975. |  | Ouganda - Coupe d'Afrique des nations : - Finaliste : 1978 |